# Personnages de God of War
 (août 2025).
Si vous disposez d'ouvrages ou d'articles de référence ou si vous connaissez des sites web de qualité traitant du thème abordé ici, merci de compléter l'article en donnant les références utiles à sa vérifiabilité et en les liant à la section « Notes et références ».
Les personnages de la franchise de jeux vidéo God of War appartiennent à un univers fictif basé sur la mythologie grecque et la mythologie nordique. En tant que telle, la série présente une gamme de figures traditionnelles, y compris celles de la mythologie grecque, telles que les dieux olympiens, les Titans et les héros grecs, et celles de la mythologie nordique, y compris les dieux Ases et dieux Vanes ainsi que d’autres êtres, comme les Nains ou les Valkyries. Un certain nombre de personnages originaux ont également été créés pour compléter les intrigues.

## Distribution
Ce tableau inclut les personnages les plus importants de la licence. Chaque ligne représente un personnage et chaque colonne représente un jeu dans lequel il est présent - les cases noires représentant un jeu dans lequel le personnage est absent. Quant aux éléments du tableau, ils indiquent les acteurs qui font les voix des personnages dans les versions originales des jeux.
| Personnage             | Période grecque    | Période grecque       | Période grecque    | Période grecque    | Période grecque                  | Période grecque    | Période nordique  | Période nordique    | Jeux crossover              | Jeux crossover                      |
| Personnage             | God of War         | God of War II         | Chains of Olympus  | God of War III     | Ghost of Sparta                  | Ascension          | God of War        | God of War Ragnarök | Soulcalibur: Broken Destiny | PlayStation All-Stars Battle Royale |
| ---------------------- | ------------------ | --------------------- | ------------------ | ------------------ | -------------------------------- | ------------------ | ----------------- | ------------------- | --------------------------- | ----------------------------------- |
| Personnage             | 2005               | 2007                  | 2008               | 2010               | 2010                             | 2013               | 2018              | 2022                | 2009                        | 2012                                |
| Kratos                 | Terrence C. Carson | Terrence C. Carson    | Terrence C. Carson | Terrence C. Carson | Terrence C. CarsonAntony Del Rio | Terrence C. Carson | Christopher Judge | Christopher Judge   | Terrence C. Carson          | Terrence C. Carson                  |
| Zeus                   | Paul Eiding        | Corey Burton          |                    | Corey Burton       | Fred Tatasciore                  | Corey Burton       | Corey Burton      |                     |                             | Corey Burton                        |
| Athéna                 | Carole Ruggier     | Carole Ruggier        | Erin Torpey        | Erin Torpey        | Erin Torpey                      |                    | Carole Ruggier    |                     | Erin Torpey                 |                                     |
| Arès                   | Steve Blum         |                       |                    | Fred Tatasciore    | Steve Blum                       | Steve Blum         |                   |                     | Steve Blum                  |                                     |
| Deimos                 |                    |                       |                    | Elijah Wood        | Mark DeklinBridger Zadina        |                    |                   |                     |                             |                                     |
| Atreus / Loki          |                    |                       |                    |                    |                                  |                    | Sunny Suljic      | Sunny Suljic        |                             |                                     |
| Mímir                  |                    |                       |                    |                    |                                  |                    | Alastair Duncan   | Alastair Duncan     |                             |                                     |
| Freya                  |                    |                       |                    |                    |                                  |                    | Danielle Bisutti  | Danielle Bisutti    |                             |                                     |
| Baldur                 |                    |                       |                    |                    |                                  |                    | Jeremy Davies     | Jeremy Davies       |                             |                                     |
| Thor                   |                    |                       |                    |                    |                                  |                    | Personne          | Ryan Hurst          |                             |                                     |
| Odin                   |                    |                       |                    |                    |                                  |                    |                   | Richard Schiff      |                             |                                     |
| Gaïa                   | Linda Hunt         | Linda Hunt            | Linda Hunt         | Susan Blakeslee    | Linda Hunt                       | Linda Hunt         |                   |                     |                             |                                     |
| Le Capitaine du navire | Keith Ferguson     | Keith Ferguson        |                    | Josh Keaton        |                                  |                    | Keith Ferguson    | Keith Ferguson      |                             |                                     |
| Poséidon               | Fred Tatasciore    | Personne              |                    | Gideon Emery       | Gideon Emery                     | Gideon Emery       |                   |                     |                             |                                     |
| Roi Alrik              | Bob Joles          | Fred Tatasciore       |                    | Fred Tatasciore    |                                  | Fred Tatasciore    |                   |                     |                             |                                     |
| Lysandra               | Gwendoline Yeo     | Personne              |                    | Gwendoline Yeo     |                                  | Jennifer Hale      |                   |                     |                             |                                     |
| Hadès                  | Nolan North        | Personne              |                    | Clancy Brown       |                                  | Fred Tatasciore    |                   |                     |                             |                                     |
| Hercule                | Kevin Sorbo        |                       |                    | Kevin Sorbo        |                                  |                    |                   |                     |                             |                                     |
| Aphrodite              | Carole Ruggier     |                       |                    | April Stewart      |                                  |                    |                   |                     |                             |                                     |
| Artémis                | Claudia Black      |                       |                    |                    |                                  |                    |                   |                     |                             |                                     |
| Cronos                 | Personne           | Lloyd Sherr           |                    | George Ball        |                                  |                    |                   |                     |                             |                                     |
| Calliope               | Personne           |                       | Debi Derryberry    | Debi Derryberry    |                                  |                    |                   |                     |                             |                                     |
| Lachésis               |                    | Leigh-Allyn Baker     |                    | Leigh-Allyn Baker  |                                  |                    |                   |                     |                             |                                     |
| Atropos                |                    | Debi Mae West         |                    | Marina Gordon      |                                  |                    |                   |                     |                             |                                     |
| Clotho                 |                    | Susan Silo            |                    | Marina Gordon      |                                  |                    |                   |                     |                             |                                     |
| Atlas                  |                    | Michael Clarke Duncan | Fred Tatasciore    |                    |                                  |                    |                   |                     |                             |                                     |
| Hélios                 |                    |                       | Dwight Schultz     | Crispin Freeman    |                                  |                    |                   |                     |                             |                                     |
| Perséphone             |                    |                       | Marina Gordon      | Personne           |                                  |                    |                   |                     |                             |                                     |
| Alecto                 |                    |                       |                    |                    |                                  | Jennifer Hale      |                   |                     |                             |                                     |
| Orkos                  |                    |                       |                    |                    |                                  | Troy Baker         |                   |                     |                             |                                     |
| Brok                   |                    |                       |                    |                    |                                  |                    | Robert Craighead  | Robert Craighead    |                             |                                     |
| Sindri                 |                    |                       |                    |                    |                                  |                    | Adam Harrington   | Adam Harrington     |                             |                                     |
| Jörmungandr            |                    |                       |                    |                    |                                  |                    | Mike Niederquell  | Mike Niederquell    |                             |                                     |
| Faye                   |                    |                       |                    |                    |                                  |                    | Personne          | Deborah Ann Woll    |                             |                                     |
| Ratatoskr              |                    |                       |                    |                    |                                  |                    | Personne          | SungWon Cho         |                             |                                     |
| Heimdall               |                    |                       |                    |                    |                                  |                    |                   | Scott Porter        |                             |                                     |

## Personnages principaux
La série God of War comporte plusieurs personnages principaux,.

### Kratos
Voix originale : Terrence C. Carson (jusqu’à Ascension), Christopher Judge (depuis God of War (2018)) ;
Voix française : Éric Peter (jusqu’à God of War III), Frédéric Souterelle (depuis Ascension)
Kratos est à l’origine un Spartiate avide de pouvoir qui, pour sauver sa vie, a finalement été forcé de servir le dieu de la Guerre, Arès. Au cours d’un massacre orchestré par ce dernier, Kratos a accidentellement tué sa femme et sa fille. Kratos renonce alors à servir Arès mais a servi les dieux pendant dix ans dans l’espoir de se libérer de ses cauchemars. Il a finalement tué Arès et est devenu lui-même dieu de la Guerre, mais il a été trahi par son père, Zeus. C’est ainsi que suit une série d’évènements qui se conclut par la destruction de l’Olympe des mains de Kratos qui tue de nombreux dieux ainsi que Zeus dans un combat final. Par la suite, Athéna est apparue et Kratos s’est sacrifié pour l’empêcher de devenir la déesse suprême du monde.
De nombreuses années plus tard, survivant à son sacrifice fatal, Kratos vit maintenant dans le monde des dieux nordiques à Midgard où il a un fils nommé Atreus. Après la mort de sa deuxième épouse Faye, lui et Atreus se rendent au plus haut sommet des Neuf Royaumes pour tenir sa promesse et y disperser ses cendres. Tout au long de leur voyage, Kratos finit par révéler qu’il est un dieu à Atreus, et après avoir vaincu Baldur et être devenu à son tour un ennemi des dieux nordiques, il révèle enfin son passé troublé à son fils, lui disant qu’ils devraient apprendre des erreurs du passé. Il est l’un des acteurs principaux du Ragnarök, la bataille prophétique qui finit par détruire Asgard ainsi que les dieux principaux du panthéon nordique.

### Athéna
Voix originale : Carole Ruggier (God of War (2005), God of War II, God of War (2018)), Erin Torpey (Chains of Olympus, God of War III, Ghost of Sparta) ;
Voix française : Laurence Crouzet
Athéna est la déesse de la Sagesse ainsi que le mentor et l’alliée de Kratos tout au long de la période grecque de la série, se révélant être en réalité sa demi-sœur. Dans Chains of Olympus, Athéna a d’abord chargé Kratos de trouver Hélios car en l’absence de lumière, le dieu Morphée avait fait tomber de nombreux dieux dans un profond sommeil. Dans God of War (2005), elle a donné à Kratos la mission de tuer Arès, car Zeus avait interdit les dieux de s’en mêler, et a joué un rôle déterminant pour que Kratos devienne le nouveau dieu de la Guerre. Bien qu’elle lui ait menti au sujet de son frère Deimos dans Ghost of Sparta, Athéna a toujours été sympathique envers Kratos même après qu’il ait décidé de tuer Zeus. Athéna est morte en essayant de protéger Zeus de Kratos, et a été ressuscitée et élevée à un nouveau niveau de conscience dans God of War III. Suivant son propre agenda, Athéna est devenue une fois de plus l’alliée de Kratos et l’a guidé vers la flamme de l’Olympe entourant la boîte de Pandore, ce qui a permis à Kratos de tuer Zeus et de mettre fin au règne du mont Olympe. Une fois que Kratos l’a vaincu, Athéna révèle à Kratos qu’il avait le pouvoir de l’espoir, et a exigé qu’il lui donne le pouvoir afin qu’elle puisse gouverner l’humanité comme sa seule déesse, bien que Kratos déjoue cette tentative en se poignardant afin de la donner aux humains, ce qui frustre Athéna qui est déçue. Son esprit revient plus tard hanter Kratos dans God of War (2018) pour lui rappeler le passé qu’il garde secret à son fils Atreus. Alors qu’il récupérait ses anciennes armes, les Lames du Chaos, elle a dit qu’il n’était rien de plus qu’un monstre, ce à quoi Kratos a répondu qu’il n’était plus son monstre désormais.

### Gaïa
Voix originale : Linda Hunt (God of War II), Susan Blakeslee (God of War III)
Voix française : Marie-Martine
Gaïa est la mère des Titans et l’incarnation de la Terre. À la demande de la mère de Zeus, Rhéa, Gaïa a élevé et protégé le jeune dieu pour empêcher Cronos de le dévorer, comme il l’avait fait pour ses autres enfants. Lorsque Zeus est finalement devenu adulte, il a trahi Gaïa, libéré ses frères et sœurs, et Gaïa a été bannie avec les autres Titans à la fin de la Grande Guerre. Dans God of War II, elle a sauvé Kratos des Enfers après une rencontre désastreuse avec Zeus, et a ordonné au Spartiate de trouver les Sœurs du Destin afin de se venger de Zeus. Kratos réussit à arracher Gaïa et les Titans de la période précédant leur défaite lors de la Grande Guerre pour lancer un assaut sur l’Olympe. Dans God of War III, Gaia a été blessée lors de l’attaque et a abandonné Kratos, déclarant qu’il était un pion des Titans afin qu’ils puissent se venger. Kratos a fini par retrouver et paralyser Gaïa, mais elle est revenue et a interrompu la bataille finale entre le Spartiate et Zeus. Père et fils sont alors rentrés dans le corps de Gaia pour y poursuivre leur duel, et avec la lame de l’Olympe, Kratos a détruit son cœur, tuant le Titan.

### Zeus
Voix originale : Paul Eiding (God of War (2005)), Corey Burton (God of War II, God of War III, God of War (2018)) ;
Voix française : Bruno Magne (God of War (2005)), Michel Le Royer (God of War II), Jean-Claude Sachot (God of War III), Frédéric Cerdal (God of War (2018))
Zeus est le Roi des dieux Olympiens ainsi que l’antagoniste principal de la période grecque de God of War. Zeus et Arès croyaient que la destruction de l’Olympe viendrait des mains du frère de Kratos, Deimos. Ils ont donc fait emprisonner et torturer Deimos par Thanatos. De nombreuses années plus tard, dans God of War (2005), Zeus a notamment aidé Kratos contre Arès. Dans Ghost of Sparta, Zeus se rend compte que Kratos est celui qui détruira l’Olympe, pas Deimos. Dans God of War II, il est révélé que Zeus a été infecté par la peur. Il a dupé Kratos pour qu’il draine ses pouvoirs divins dans la lame de l’Olympe, déclarant que c’était nécessaire afin de faire face à la nouvelle menace, en réalité créée par Zeus. Kratos, démuni de son propre pouvoir, a été gravement blessé alors qu’il était mortel, et tué par Zeus. Avec l’aide de Gaïa, Kratos a utilisé le pouvoir des Sœurs du Destin pour revenir au moment où Zeus l’a trahi et a vaincu Zeus après de nombreux combats. Zeus a été sauvé par Athéna, qui s’est sacrifiée pour préserver l’Olympe. Avant de mourir, Athéna a révélé que Kratos est le fils de Zeus, et que Zeus craignait une perpétuation du cycle de parricide, car Zeus a emprisonné son propre père Cronos. Cela a été confirmé dans God of War III lorsque Kratos a découvert que Zeus était infecté par la peur lorsque Kratos a ouvert pour la première fois la boîte de Pandore et a utilisé son pouvoir pour tuer Arès. Après une longue bataille, Kratos finit par le tuer. Plus tard dans God of War (2018), Zeus apparaît sous forme de vision pour Kratos pendant son séjour à Helheim.
Zeus, tel qu’il apparaît dans God of War III, est un personnage jouable (DLC) dans PlayStation All-Stars Battle Royale.

### Atreus
Voix originale : Sunny Suljic ;
Voix française : Fanny Bloc (God of War (2018)), Esteban Oertli (Ragnarök)
Atreus est le fils de Kratos et de sa seconde épouse, Laufey. Durant sa jeunesse, Atreus était à l’abri du passé de ses deux parents, ne sachant pas qu’il était à moitié dieu et à moitié géant ; ce qui l’a rendu malade. À la demande de sa mère, il a suivi son père afin de répandre les cendres de celle-ci sur le plus haut sommet des Neuf Royaumes. Durant leur quête dans God of War (2018), ils rencontrent un mystérieux étranger nommé Baldur, qui se révèle plus tard être un dieu envoyé par Odin pour tuer le dernier Jötunn à Midgard. À l’insu de Baldur, Faye était déjà morte, ce qui l’a amené à croire à tort que Kratos était le dernier Jötunn à Midgard. Au fil de l’aventure durant laquelle ils rencontrent notamment Freya, Mímir, Brok et Sindri, Kratos finit par lui révéler sa nature divine ainsi que son passé violent. Ensemble, Kratos et Atreus battent Baldur et partent ensemble pour Jötunheim où ils découvrent la vérité sur Laufey ainsi que le nom donné à Atreus par les Géants : Loki. Atreus est un acteur majeur durant Ragnarök, apprenant la magie des Jötnar et créant même Jörmungandr, le Serpent-monde. Il participe même à la bataille finale, où il est l’un des acteurs principaux. Après le Ragnarök, il décide d’aller chercher les géants qui ont disparu de Jötunheim, avec l’autorisation de son père qui l’autorise à suivre sa propre voie.

### Mímir
Voix originale : Alastair Duncan ;
Voix française : Yann Guillemot
Mímir est l’ancien conseiller d’Odin et prétend être l’homme le plus intelligent du monde. Anciennement connu sous son nom de fée, Puck, Mímir a migré du monde celtique vers le monde nordique pour servir Odin. Il est devenu son plus proche conseiller, permettant à celui-ci d’accomplir ses ambitions, jusqu’à ce que les intentions pacifiques de Mímir et le désir d’Odin de tout contrôler ne soient plus alignés, ce qui a conduit le Père de Tout a emprisonné Mímir dans un arbre pendant plus de cent ans. Lorsque Kratos et Atreus le rencontrent, croyant qu’ils avaient atteint leur objectif, Mímir révèle que leur objectif est en fait à Jötunheim et qu’il peut les aider à y arriver. Il demande à Kratos de le décapiter et de se faire réanimer la tête par la sorcière des bois, révélée ensuite comme étant la déesse Freya. Après cela, Mímir rejoint Kratos et Atreus dans leur voyage en étant à la ceinture du dieu de la Guerre et fournit des informations sur le monde et les dieux à travers ses contes. Il revient dans Ragnarök, continuant à les servir de ses conseils, mais est maintenant considéré comme un membre de la famille.

### Freya
Voix originale : Danielle Bisutti ;
Voix française : Rafaèle Moutier
Freya est une Vane, étant la déesse de l’Amour ainsi que l’ancienne reine des Valkyries. Elle fut mariée autrefois à Odin, qui lui donna le surnom de Frigg. Freya est également la mère de Baldur ainsi que la sœur jumelle de Freyr. Odin l’a bannie à Midgard pour sa trahison alors qu’elle essayait de le quitter pour ses abus et ses innombrables actes de cruauté contre les Jötnar. Il l’a également dépouillée de ses ailes de Valkyrie et lui a jeté un sort qui l’a empêchée de faire appel à son esprit combatif ainsi que de quitter Midgard. Elle rencontre pour la première fois Kratos et Atreus dans God of War (2018) en tant qu’alliée après qu’Atreus ait tiré sur son ami, le sanglier Hildisvíni, pour s’entraîner. Les deux aident ensuite Freya à guérir Hildisvíni. Elle a ensuite aidé Kratos et Atreus dans leur voyage sous le pseudonyme de Sorcière des Bois. Après que son identité ait été révélée par Mímir, Kratos se méfiait d’elle en raison de sa méfiance envers les dieux en général. Pendant leur séjour à Helheim, ils apprennent qu’elle est en réalité la mère de Baldur et du sort qu’elle lui a lancé. Elle était prête à mourir pour Baldur, même si cela signifiait que son fils le tuerait. Après que le sort d’invincibilité de Baldur a été brisé par Atreus, Freya a rejoint la bataille entre Kratos, Atreus et Mímir contre Baldur en ressuscitant le géant Thamur, mais celui-ci est abattu par Jörmungandr et Baldur est vaincu. Kratos donne une dernière chance à ce dernier de battre en retraite, mais celui-ci refuse et tente une nouvelle fois de tuer Freya, alors Kratos a tué Baldur pour mettre fin au cycle du parricide. Freya, dévastée, a alors juré de se venger de Kratos pour avoir tué son fils et le force indirectement à révéler son passé à Atreus.
Elle revient dans Ragnarök en tant qu’antagoniste, cherchant à se venger de Kratos pour la mort de Baldur et l’attaquant lui et Atreus tout au long de Fimbulvetr. Après avoir récupérées ses ailes de Valkyrie et être venue affronter Kratos et Atreus, elle décide d’épargner Kratos afin de pouvoir l’utiliser pour supprimer le sort qui la lie à Midgard. À Vanaheim, Kratos parvient de nouveau à sympathiser avec elle, trouvant un point commun dans leurs peines et Freya décide de s’allier à nouveau avec Kratos après avoir convenu qu’Odin était leur véritable ennemi. Après avoir été libérée du sort et avoir retrouvé Freyr, elle rejoint finalement le groupe pour attaquer Asgard durant la bataille finale, tuant finalement Odin et libérant les royaumes de son contrôle. Elle se joint plus tard à Kratos et Mimír pour apporter la paix dans les royaumes et reprend son rôle de reine des Valkyries après avoir vaincu Gná. Quelque temps plus tard, lors des événements de Valhalla, il est révélé que Freya est devenue la reine des royaumes restants et bâtit un conseil pour l'aider à les diriger.

### Odin
Voix originale : Richard Schiff
Voix française : Christian Gonon
Odin est le roi d’Asgard, le Père de Tout au sein des Neuf Royaumes, ainsi que l’antagoniste principal de la période nordique de God of War. Personnage invisible mais instigateur des événements de God of War (2018), il y est cité à plusieurs reprises et est dépeint comme un dieu cruel, tyrannique et manipulateur qui est obsédé par l’idée d’éviter sa mort lors du Ragnarök. La rumeur prétend qu’il a tué le dieu Týr parce qu’il pensait que celui-ci allait aider les géants et le renverser. Ses corbeaux, appelés les Yeux d’Odin, sont dispersés dans les royaumes. Odin a notamment emprisonné Mímir dans un arbre  pendant plus de 100 ans, prenant soin de le torturer quotidiennement, banni sa femme Freya d’Asgard parce qu’elle l’a trahi, et ordonné à Baldur, l'un de ses fils, de tuer la dernière gardienne des Jötnar à Midgard.
Odin apparaît ensuite dans Ragnarök comme le principal antagoniste du jeu. Après avoir échoué à négocier la paix avec Kratos, il invite ensuite Atreus à Asgard avant de partir. Odin a ensuite espionné les activités de Kratos, Atreus et Mímir en se faisant passer pour Týr. Après une bagarre avec son père, Atreus accepte l’offre d’Odin d’aller à Asgard, dans l’espoir d’aider le Père de Tout à trouver un moyen d’empêcher le Ragnarök. Odin lui fait visiter Asgard et le présente à sa famille avant de partager qu’il a besoin de son aide pour rassembler les morceaux d’un masque afin de voir à travers une faille mystérieuse. Les interactions d’Atreus avec la famille d’Odin révèlent les effets néfastes de la négligence du père à l’égard de sa propre famille dans la poursuite de son propre objectif égoïste. Finalement, Brok démasque la véritable identité d’Odin en tant que Týr, celui-ci tuant le nain avant de s’enfuir, ce qui pousse ironiquement le groupe de Kratos à débuter le Ragnarök au lieu de l’empêcher. La vraie nature d’Odin est révélée à ses disciples et à sa famille pendant la bataille finale par son utilisation des réfugiés Midgardiens comme boucliers humains, ce qui conduit Sif et Thrúd à le trahir. Odin décide finalement de tuer Thor après que son fils a cessé de lui obéir. Après un combat final contre Kratos, Atreus, Mímir et Freya au cours duquel Atreus détruit le masque, Odin est vaincu et son âme a été absorbée dans une pierre par Atreus. La pierre est plus tard détruite par Sindri pour se venger de la mort de son frère, libérant enfin les Neuf Royaumes de l’emprise d’Odin.

## Dieux

### Olympiens

#### Aphrodite
Voix originale : Carole Ruggier (God of War (2005)), April Stewart (God of War III) ;
Voix française : Laurence Crouzet (God of War (2005)), Laura Préjean (God of War III)
La déesse de l'Amour et de la Beauté, ainsi que la veuve d’Héphaïstos. Dans God of War (2005), Aphrodite a aidé Kratos en augmentant le pouvoir de la tête de Méduse et en la donnant à Kratos comme arme magique. Dans God of War III, elle lui offre son aide pour trouver l’architecte Dédale, tout en le séduisant au passage. Elle est d’ailleurs la seule parmi les dieux présents dans cet opus que Kratos ne tue pas dans sa quête vengeresse.

#### Arès
Voix originale : Steven Blum (God of War (2005), Ghost of Sparta, Ascension), Fred Tatasciore (God of War III) ;
Voix française : Pascal Renwick (God of War (2005)), Thierry Mercier (God of War III, Ascension)
L'ancien dieu de la Guerre et l'antagoniste principal de God of War (2005). Il est aussi l’instigateur des événements d'Ascension. Il est notamment responsable d’avoir capturé Deimos, le frère de Kratos, et d’avoir mis en marche les événements de la série en offrant à ce dernier les Lames du Chaos et en le piégeant par la suite, ce qui conduira le protagoniste à tuer sa propre famille. Ces évènements transformeront Kratos, surnommé depuis "Le Fantôme de Sparte" et le placera sur le chemin qui mènera finalement à la destruction de l'Olympe au bout d’une quête vengeresse. Fils de Zeus et de Héra, il était communément désigné comme l'Olympien le plus détesté de tous. Il sera tué par Kratos au terme d'un duel intense, après que celui-ci se soit emparé du pouvoir présent dans la boîte de Pandore.

#### Artémis
Voix originale : Claudia Black
La déesse de la Chasse. Elle apparaît dans la série de bande-dessinée God of War ainsi que dans God of War (2005). Dans cet opus, elle aide notamment Kratos en lui donnant « l’épée d’Artemis ». Absente de God of War III, son destin reste incertain après la chute de l’Olympe.

#### Éos
Voix originale : Erin Torpey ;
Voix française : Murielle Naigeon
La déesse de l’Aurore et la sœur d’Hélios. Elle apparaît dans Chains of Olympus, aidant Kratos dans sa quête. Absente de God of War III, son destin reste incertain après la chute de l’Olympe.

#### Hadès
Voix originale : Nolan North (God of War (2005)), Clancy Brown (God of War III), Fred Tatasciore (Ascension) ;
Voix française : Sylvain Lemarié (God of War III, Ascension)
Le dieu des Enfers. Aidant Kratos dans God of War (2005), la mort de son épouse Perséphone, de sa nièce Athéna et de son frère Poséidon le pousseront à une confrontation brutale contre Kratos dans God of War III. Tué par ce dernier, sa mort mènera à relâcher toutes les âmes des Enfers.

#### Hélios
Voix originale : Dwight Schultz (Chains of Olympus), Crispin Freeman (God of War III, Valhalla) ;
Voix française : Martial Le Minoux (Chains of Olympus), Alexandre Gillet (God of War III, Valhalla)
Le dieu du Soleil. Apparaissant d’abord dans Chains of Olympus, il fut kidnappé par le Titan Atlas, sur ordre de Perséphone, qui avait l’intention d’utiliser le pouvoir d’Hélios pour détruire l’Olympe. Il fut sauvé par Kratos qui fera échouer les plans de la déesse. De retour dans God of War III, Hélios est blessé grièvement par le Titan Persès quand Kratos vient à sa rencontre. Restant loyal à Zeus et tentant de tromper le Spartiate, ce dernier lui arrache alors la tête à mains nues, s’en servant désormais comme lampe. La mort d’Hélios apporte les ténèbres et les tempêtes sur le monde. Il réapparaît plus tard dans Valhalla avec sa tête arrachée comme hallucination, servant de guide pour Kratos dans certains niveaux du Valhalla à la place de Mímir.

#### Héphaïstos
Voix originale : Rip Torn ;
Voix française : Christian Pélissier
Le dieu forgeron, ainsi que l’ex-mari d’Aphrodite. Tombé en disgrâce après la mort d’Arès et envoyé aux Enfers, Héphaïstos est le créateur de Pandore ainsi que de la boîte homonyme. Apparaissant dans God of War III, il feint d’aider Kratos dans son objectif de retrouver Pandore, sa fille qu’il veut protéger. Il l’envoie donc chercher la pierre d’Omphalos dans le Tartare, espérant qu’il se fasse tuer par Cronos. Kratos sortant vainqueur de ce combat, Héphaïstos lui forge alors l’arme qu’il lui a promise avant de tenter de le tuer. N’ayant pas d’autre choix, Kratos le tue avant de prendre l’arme.

#### Héra
Voix originale : Adrienne Barbeau ;
Voix française : Véronique Augereau
La reine des Dieux. Apparaissant dans God of War III, la déesse ivre envoie Hercule pour s’occuper de Kratos, mais ce dernier sort vainqueur de leur duel. Plus tard, elle retrouve Kratos et insulte Pandore, ce qui irrite le Spartiate. Il lui brise alors la nuque. La mort de Héra provoque la fin de la vie des plantes et végétaux.

#### Hermès
Voix originale : Greg Ellis ;
Voix française : Cédric Dumond
Le dieu messager de l’Olympe. Apparaissant dans God of War III, il provoque vilement Kratos, menant ce dernier à le poursuivre sur l’Olympe. Parvenant à l’atteindre, Kratos le tue avant de lui prendre ses bottes, source de sa vitesse. La mort d’Hermès apporte la maladie sur le monde.

#### Morphée
Le dieu des Rêves et l’allié de Perséphone dans Chains of Olympus. Personnage fantôme de cet opus, il a forcé les mortels et les dieux à dormir pendant que son brouillard recouvrait les terres. Une fois que Kratos a vaincu Perséphone, emprisonné Atlas et libéré Hélios, Morphée se fait ensuite discret. Ainsi, il n’apparaît pas dans God of War III, son destin restant incertain après la chute de l’Olympe.

#### Perséphone
Voix originale : Marina Gordon ;
Voix française : Nathalie Homs
La reine des Enfers et l’antagoniste principale de Chains of Olympus. Étant l’instigatrice de l’enlèvement d’Hélios et ayant pour objectif de renverser l’Olympe, elle proposa également à Kratos de le réunir avec sa fille Calliope dans les Champs-Elysées. Kratos tue Perséphone afin de l’empêcher de détruire l’Olympe, mais abandonne définitivement sa fille en contrepartie.

#### Poséidon
Voix originale : Fred Tatasciore (God of War (2005)), Gideon Emery (God of War III, Ghost of Sparta, Ascension) ;
Voix française : Philippe Catoire (God of War III, Ghost of Sparta, Ascension)
Le dieu des Océans. Apparaissant dans God of War (2005), il donna à Kratos la tâche de tuer l’Hydre de Lerne. Après la destruction de l’Atlantide dans Ghost of Sparta, Poséidon commença à ressentir de l’animosité envers Kratos. Dans God of War III, quand Kratos lance un assaut contre l’Olympe avec les Titans, Poséidon est le premier à s’opposer à lui et à Gaïa. Il est finalement tué par le Fantôme de Sparte, ce qui cause la montée des eaux partout en Grèce.

#### Thanatos
Voix originale : Arthur Burghardt ;
Voix française : Patrick Béthune
Le dieu de la Mort et l’antagoniste principal de Ghost of Sparta. Souverain du domaine des Morts, Thanatos est responsable du tourment de Deimos, le frère de Kratos, qu’il a emprisonné et torturé personnellement. Pendant le combat qui l’opposera aux deux frères, Thanatos tue définitivement Deimos mais meurt des mains d’un Kratos enragé.

### Nordiques

#### Baldur
Voix originale : Jeremy Davies ;
Voix française : Benjamin Penamaria
Un dieu ase qui est le fils d'Odin et de Freya ainsi que l'antagoniste principal de God of War (2018). Rendu invulnérable à toutes sortes d'attaques physiques ou magiques par sa mère afin de ne pas mourir, il a cependant perdu dans le processus la capacité de ressentir physiquement toutes choses, ce qui l'a rendu fou. Odin l'envoie tuer Laufey, la gardienne des Jötnar, afin d’empêcher le Ragnarök, ce qui le met sur le chemin de Kratos et Atreus, son mari et son fils, ignorant que Laufey est en réalité déjà morte. Durant leur combat final au cours duquel il tente de tuer sa propre mère Freya, Baldur est blessé par une flèche de gui, seule chose pouvant briser son sort d’invincibilité. Vaincu par Kratos qui lui laisse l’opportunité de partir, s’il les laisse tranquilles lui, Atreus et Freya, Baldur tente une nouvelle fois de s’en prendre à sa mère et Kratos lui brise alors la nuque, le tuant et déclenchant Fimbulvetr, l’hiver précédent le Ragnarök.

#### Freyr
Voix originale : Brett Dalton ;
Voix française : Franck Monsigny
Un dieu vane qui est le frère jumeau de Freya. Pendant des années, il a mené un groupe de rebelles à Vanaheim, envahis par les forces armées d’Asgard. Après s’être réconcilié avec sa sœur qu’il n’a pas vu depuis longtemps, il participe au Ragnarök au cours duquel son sacrifice permet aux protagonistes de s’enfuir à Midgard après la mort d’Odin.

#### Heimdall
Voix originale : Scott Porter ;
Voix française : Charles Mendiant
Gardien des dieux Ases et porteur du Gjallarhorn. Extrêmement loyal envers Odin, il dispose de la capacité de prévoyance qui lui est utile en tant que gardien mais qui l’a rendu méfiant des autres vu qu’il est capable de décerner leur vraie nature. En outre, cette aptitude l’a donc rendu arrogant et particulièrement méprisant, même parmi les dieux Ases. Apparaissant dans Ragnarök, il est immédiatement hostile envers Atreus dès son arrivée à Asgard, n’étant stoppé que par l’arrivée de Thor. Il est ensuite ciblé par Kratos et son groupe en raison de sa possession du Gjallarhorn, qui amène le Ragnarök, mais également parce qu’il est destiné à tuer Atreus. C’est d’ailleurs pour surpasser sa capacité de prévoyance que Kratos et Brok ont forgé une lance à partir de l’anneau Draupnir. Heimdall et Kratos finissent par s’affronter à Vanaheim où, en raison des menaces incessantes du dieu nordique, Kratos finit par l’étrangler à mort.

#### Thor
Voix originale : Ryan Hurst ;
Voix française : Gilles Morvan
Le dieu du Tonnerre et premier fils d’Odin, équipé du marteau légendaire Mjöllnir. D’après Mímir, Thor a massacré des géants et le considère comme un boucher. Il apparaît pour la première fois dans la fin secrète de God of War (2018) dans une vision d’Atreus où le dieu du Tonnerre vient les voir à la fin de Fimbulvetr, pour se venger du meurtre de ses fils et de Baldur que Kratos et Atreus ont tués. Thor apparaît comme un antagoniste majeur dans Ragnarök, arrivant chez Kratos comme Atreus l’avait vu trois ans auparavant et combattant le Fantôme de Sparte sur un pied d’égalité. Quand Atreus rejoint Odin à Asgard, il s'associe à contrecœur à Thor, qui le menace mais se lie de manière inattendue à lui alors qu'ils trouvent les pièces du masque d'Odin. Thor est également victime d'alcoolisme et d'abus verbal par son père, qui attribue entièrement le mérite à Atreus d'avoir trouvé le masque, et avec l'encouragement de sa femme Sif, il tente de tuer Atreus avant qu'il ne s'échappe. Thor participe à la bataille finale du Ragnarök, où il affronte Jörmungandr et le repousse d'une manière ou d'une autre dans le temps avant de combattre à nouveau Kratos. Cette fois battu par celui-ci, il est convaincu par le Fantôme de Sparte de se battre pour le bien de ses enfants. Thor défie alors l’autorité d’Odin, qui le tue devant sa fille Thrúd. L’apparence de Thor dans Ragnarök ressemble à sa représentation dans la mythologie nordique, étant imposant avec de longs cheveux roux et une barbe.

#### Týr
Voix originale : Ben Prendergast ;
Voix française : Guillaume Bourboulon
Le dieu de la guerre du panthéon nordique. Týr a construit le temple qui figure au centre du lac des Neuf et accueille l’arbre mythologique Yggdrasil. De nature pacifique, il a voyagé dans d’autres contrées et appris au sujet de leurs mythologies respectives. Dans God of War (2018), Týr est présumé mort, tué par Odin, car celui-ci était convaincu que Týr aidait secrètement les géants afin de le renverser. Mais en réalité, Odin l'a fait prisonnier et le retient loin du monde, même au-delà de ce que sait Mímir. Týr apparaît pour la première fois dans Ragnarök dans lequel Kratos et Atreus cherchent son aide pour empêcher le Ragnarök, mais il est montré comme un homme brisé, lâche, et incapable de mener les armées du Ragnarök. Cependant, ce Tyr se révèle être Odin déguisé, avec sa couverture soufflée par Brok qu'il a tué. Týr avait été en réalité emprisonné dans un temple d’Asgard, qui est tombé à Niflheim après le Ragnarök, où il a finalement été libéré par Kratos, Mímir et Freya avant de partir errer dans les neuf royaumes. Dans Valhalla, il envoie anonymement une invitation à Kratos afin que celui-ci se pardonne ses erreurs passées et se prépare à devenir un dieu du nouveau panthéon.

#### MagnietModi
Voix originales : Troy Baker (Magni), Nolan North (Modi) ;
Voix françaises : Guillaume Orsat (Magni), Boris Rehlinger (Modi)
Les fils de Thor et les hommes de main de Baldur dans God of War (2018). Comme leur père, ils manient la foudre mais à l’inverse de celui-ci, ils utilisent une arme différente. Magni, l’ainé, se sert d’une grande épée, tandis que Modi, le cadet, se sert d’une masse et d’un bouclier. Les deux vont affronter Kratos et Atreus, ce qui se résultera par la mort de Magni, et Modi s’enfuit. Modi revient une deuxième fois pour les défier, provoquant Atreus à tomber malade. Dans un moment de rage, Kratos blesse gravement Modi, qui s’enfuit une fois encore et rentre à Asgard. De retour à Midgard après s’être fait battre par son père qui lui reproche d’avoir fui le combat, Modi, bien affaibli, est achevé par un Atreus arrogant. Ils reviennent plus tard dans Valhalla sous la forme d'hallucinations, Kratos regrettant de les avoir tués.

#### Thrúd
Voix originale : Mina Sundwell ;
Voix française : Camille Timmerman
La fille de Thor et Sif qui désire devenir une Valkyrie pour Odin, ayant d’abord confiance en lui. Après que son père se fasse tuer par Odin durant le Ragnarök, elle décide de brandir Mjöllnir et de porter le titre de déesse de la Foudre en honneur à son père.

#### Sif
Voix originale : Emily Rose ;
Voix française : Marie Zidi
Une déesse, épouse de Thor et mère de Modi et Thrúd. Elle est la diplomate des dieux Ases. Hostile à la présence d’Atreus à Asgard, elle cherche plusieurs fois à convaincre Thor de se rebeller contre Odin, sans succès. Lors du Ragnarök, elle prend la décision de rejoindre le camp ennemi, Odin prenant des décisions inacceptables à ces yeux. Après la destruction d'Asgard, elle mène les réfugiés à Vanaheim où elle bâtit une relation pacifique avec les Vanes.

#### Forseti
Fils de Baldur, il est le dieu de la Justice et de la Réconcilation. Cité dans Ragnarök, sans pour autant y faire son apparition, il a notamment mené une enquête pour déterminer les circonstances de la mort de Heimdall, rapportant à Sif que Kratos en était le responsable.

## Personnages mythologiques grecs

### Titans

#### Atlas
Voix originale : Michael Clarke Duncan (God of War II), Fred Tatasciore (Chains of Olympus) ;
Voix française : Thierry Mercier
Un Titan à quatre bras qui a été emprisonné dans le Tartare après la Grande Guerre. Dans Chains of Olympus, il fut libéré par la déesse Perséphone et a capturé Hélios sur ses ordres. Celle-ci lui ordonna d’utiliser le pouvoir du dieu du Soleil afin de détruire le Pilier du Monde. Il fut en revanche vaincu et enchaîné au pilier, affaibli, par Kratos. Après que ce dernier ait également vaincu Perséphone, il se moqua de son choix de protéger les dieux. Dans God of War II, Atlas et Kratos se rencontrent de nouveau et, bien qu’il soit hostile envers lui au départ, va l’aider à atteindre les Sœurs du Destin, proclamant qu’ils se reverront à nouveau. Absent de God of War III, son destin reste incertain après la chute de l’Olympe.

#### Cronos
Voix originale : Lloyd Sherr (God of War II), George Ball (God of War III) ;
Voix française : Pierre Dourlens (God of War III)
L’ancien roi des Dieux et père de Zeus. Cronos a appris une prophétie qui prédisait que l'un de ses enfants deviendrait plus fort que lui. Pour tenter de tromper le destin, Cronos a dévoré ses propres enfants et les a emprisonnés dans son estomac. En raison de la ruse de la femme de Cronos, Rhea, le jeune Zeus a été épargné par le sort de ses frères et sœurs et a secrètement été élevé ailleurs. Zeus a libéré ses frères et sœurs et a vaincu Cronos et les Titans pendant la Grande Guerre. En punition pour le rôle qu’il a joué dans la Grande Guerre, Zeus lui imposa de rester dans le Désert des Damnés, en portant le temple de Pandore sur son dos. Dans God of War III, Kratos se rend au Tartare dans le but de récolter la pierre d’Omphalos et se retrouve confronté à Cronos, qui lui reproche la mort présumée de Gaïa, et un duel débute entre les deux. Après avoir récolté la pierre dans les entrailles du Titan, Kratos utilise l’épée de l’Olympe afin de sortir par son ventre, arrachant les boyaux de Cronos dans le processus. Ne s’arrêtant pas là, il plante un pieu dans le menton du Titan avant de l’achever en lui enfonçant l’épée de l’Olympe dans la tête.

#### Épiméthée
L’un des Titans libérés par Kratos dans God of War II et présents dans God of War III, pour se battre aux côtés de Gaïa et Kratos. Durant son ascension, il est tué par Poséidon.

#### Hypérion
Frère de Cronos, il est considéré comme le plus sage des Titans. Il est d’ailleurs le premier que Kratos croise dans son aventure, enfermé dans le Tartare (dans Chains of Olympus). Le doute subsiste quant à son application dans l’assaut de Gaïa et Kratos sur l’Olympe, aux côtés d’autres Titans, dans God of War III.

#### Japet
Frère de Cronos, il est également le père d’Atlas, Prométhée et Épiméthée. Enfermé dans le Tartare en même temps que la plupart des autres Titans, il est cité par Typhon dans God of War II. Mais il n’y fait pas son apparition, de même que dans God of War III, où de nombreux Titans suivent l’assaut de Kratos et Gaïa sur l’Olympe.

#### Mnémosyne
Sœur de Cronos, elle a été enfermée dans le Tartare, en même temps que la plupart des autres Titans, par Zeus. Citée par Typhon dans God of War II, elle est finalement libérée par Kratos mais ne participe pas à l’assaut de l’Olympe, mené par Gaïa et Kratos, dans God of War III.

#### Océan
L’un des Titans libérés par Kratos dans God of War II et présents dans God of War III pour se battre aux côtés de Gaïa et Kratos. Durant son ascension, il est agrippé par Hadès qui le fait tomber de la montagne.

#### Persès
Le Titan de la destruction à l’apparence volcanique, présent dans God of War III. Il participe à l’assaut de l’Olympe. Blessant gravement Hélios dans un premier temps, il se confronte ensuite à Kratos, qui le blesse avec l’épée de l’Olympe et le fait chuter de la montagne. Son sort reste incertain.

#### Prométhée
Voix originale : Alan Oppenheimer ;
Voix française : Olivier Hémon
Puni par Zeus pour avoir donné le Feu de l’Olympe aux humains, il est depuis devenu un mortel qui est attaché à un pic et attaqué chaque jour par un aigle qui lui mange son foie. Dans God of War II, Kratos finit par le rencontrer dans la planque de Typhon avant de le libérer. Ensuite, Prométhée s’immole lui-même par le feu, et ses cendres renforcent le pouvoir de Kratos, lui donnant une capacité nommée "La Rage des Titans".

#### Rhéa
Apparue dans un flashback de God of War II, elle est la sœur et l'épouse de Cronos. Elle a trahi son mari, qui a avalé leurs premiers enfants, en lui cachant leur sixième enfant, Zeus, protégé par Gaïa. Le sort de Rhéa depuis ces évènements est incertain.

#### Thémis
Sœur de Cronos, elle a été enfermée dans le Tartare, en même temps que la plupart des autres Titans, par Zeus. Citée par Typhon dans God of War II, elle est finalement libérée par Kratos mais ne participe pas à l’assaut de l’Olympe, mené par Gaïa et Kratos, dans God of War III.

#### Théra
Voix originale : Dee Dee Rescher
Une Titanide fait de lave apparaissant dans Ghost of Sparta, elle n’est pas basée sur un personnage préexistant dans la mythologie grecque. Emprisonnée sous le volcan Methana juste à l'extérieur de l’Atlantide, Kratos a libéré le Titan, a gagné son pouvoir, et en plus de détruire les vis d'Archimède, le volcan est entré en éruption. L'éruption a détruit la ville, l'a submergée sous l'océan et a causé de grands dommages à l'île de Crète et à sa capitale Héraklion. Le sort de Théra après ces évènements est inconnu.

#### Typhon
Voix originale : Fred Tatasciore ;
Voix française : Thierry Mercier
Un Titan emprisonné dans une montagne après la Grande Guerre. Dans God of War II, Gaïa a guidé Kratos vers Typhon pour réclamer son aide. Refusant de l’aider, le Titan a été aveuglé par Kratos qui lui déroba son arc magique. Le sort de Typhon après ces évènements est inconnu.

### Héros Grecs

#### Hercule
Voix originale : Cam Clarke (God of War II), Kevin Sorbo (God of War III, Ascension) ;
Voix française : Frantz Confiac
Un demi-dieu et demi-frère de Kratos. Il désire prendre la place de dieu de la Guerre après avoir accompli le 13e de ses travaux, non officiel. Jaloux de son demi-frère, Hercule attaque Kratos mais est tué par ce dernier, qui lui défigure la tête et lui prend les Cestes de Némée en rétribution.

#### Persée
Voix originale : Harry Hamlin ;
Voix française : Vincent Violette
Le deuxième héros grec que Kratos a rencontré dans sa quête pour trouver les Sœurs du Destin. Persée cherchait également les Sœurs dans l'espoir de faire revivre son amour mort. Croyant que Kratos était un test pour les sœurs, il a combattu Kratos, mais a été tué par le Spartiate.

#### Thésée
Voix originale : Paul Eiding
Un servant des Sœurs du Destin présent dans God of War II. Thésée a défié Kratos afin de déterminer qui était le plus grand guerrier de toute la Grèce, mais a été tué au combat.

### Autres personnages

#### Aléthéia
Voix originale : Adrienne Barbeau
L'ancienne Oracle de Delphes qui était pourvue d’une vision prophétique. Apparaissant dans Ascension, elle finit par rencontrer Kratos, montrant sa nouvelle apparence, celle d’une femme âgée qui n'avait pas de yeux. Castor et Pollux l'ont écrasée sous les rochers pour que Kratos ne puisse pas la voir. Avant de mourir, elle demandera à Kratos de chercher les Yeux de la Vérité de l'autre côté de la mer au sein de la Lanterne de Délos - les Yeux étant en réalité les propres yeux d’Aléthéia qui ont été dérobés par les Furies.

#### Argos
Un géant à plusieurs yeux et serviteur d'Héra qui fut envoyé par les dieux afin de stopper Kratos dans Betrayal. Après plusieurs affrontements avec Kratos, Argos a été tué par un assassin inconnu, qui a tenté de faire accuser Kratos pour le meurtre.

#### Castor et Pollux
Voix originales : David W. Collins (Castor), Brad Grusnick (Pollux) ;
Voix françaises : Éric Legrand (Castor)
Apparaissant dans Ascension, ce sont des jumeaux siamois, Pollux étant un jumeau parasite que Castor cache en temps normal. Les deux ont usurpé l'Oracle de Delphes et ont décidé qui pouvait la voir. Lorsque Kratos a tenté de voir l'Oracle sans aucune offrande, les jumeaux ont utilisé l'Amulette d'Uroboros pour se rendre plus jeunes afin de le combattre et n'ont été tués qu'après avoir assassiné l'Oracle, ce qui a entravé Kratos par la
suite.

#### Céryx
Fils d’Hermès et messager de l’Olympe, et l’antagoniste principal de Betrayal. Il a tenté d'avertir Kratos des conséquences de sa quête sanglante à travers la Grèce, mais Kratos l'a tué parce que Céryx l’a freiné dans sa poursuite du mystérieux assassin.

#### Charon
Voix originale : Dwight Schultz ;
Voix française : Martial Le Minoux
L’ancien passeur du Styx dans les Enfers qui guidaient les âmes défuntes à destination. Kratos l’a rencontré sur le Styx à deux reprises. Si à leur première rencontre, Charon a failli tuer Kratos, ce dernier reviendra le tuer et lui dérobera son pouvoir, la Rage de Charon.

#### Circé
Une sorcière de l’île d’Ééa présente dans le roman graphique Rise of the Warrior.

#### Dédale
Voix originale : Malcolm McDowell ;
Voix française : Michel Prud’homme
Un brillant architecte, Dédale a construit le labyrinthe dans lequel Pandore a été emprisonnée après que Zeus eut découvert son existence. Zeus a également promis de réunir Dédale avec son fils Icare en récompense, mais ne lui a jamais révélé qu'Icare était déjà mort. Kratos, qui avait tué Icare lors de sa quête pour chercher les Sœurs du Destin, a rencontré Dédale pendu dans une partie du labyrinthe et l'architecte a révélé que le labyrinthe doit être uni pour libérer Pandora. Dédale a été tué lorsque Kratos a uni le labyrinthe et a laissé un message dans le sang encourageant Kratos à se venger de Zeus pour lui.

#### Égéon
L’un des 3 Hécatonchires et le premier boss de God of War: Ascension. Il fut le premier être à rompre un serment de sang avec un Olympien et à être puni par les Erinyes, devenant une prison vivante titanesque appelée la Prison des Damnés. L'un de ces prisonniers est Kratos, qui est emprisonné dans l'Hécatonchire par les Erinyes en guise de punition pour ses crimes. Le contour d'Égéon dans les flashbacks le dépeint comme un géant avec plusieurs bras de tailles différentes.

#### Erinys
Voix originales : Jennifer Hale & Erin Torpey
La fille de Thanatos. Après la destruction de l’Atlantide, Erinys chercha Kratos, tuant divers Spartiates pour l’empêcher de trouver Deimos. Erinys a finalement trouvé Kratos dans les monts d'Aroania, et après une bataille terrestre, une bataille aérienne s'est ensuivie après qu’Erinys s'est transformée en un énorme oiseau avant d'être finalement tuée par Kratos, après quoi il a pris son pouvoir, le Fléau d'Erinys. Dans la version originale, elle est interprétée par Jennifer Hale et Erin Torpey dans Ghost of Sparta.

#### LesFuries
Nées de gouttes de sang déversées pendant la guerre des Primordiaux, les trois Furies sont les gardiennes de l'honneur et les exécutantes de la punition. Les sœurs cherchent des représailles à tous ceux qui trahissent les dieux. Ce sont les principales antagonistes d’Ascension.
- Mégère - La première des trois Furies, elle est impitoyable dans la punition et peut infecter les autres avec des parasites mutants qui lui permettent de les contrôler. Après avoir perdu son bras droit lorsqu'elle capturait Kratos à Delos, Mégère a accidentellement facilité la liberté de Kratos et est morte dans une tentative d'empêcher son évasion. Dans la version originale, elle est interprétée par Nika Futterman.
- Tisiphone - Deuxième sœur, elle a souvent confondu Kratos avec des illusions et a été aidée par son familier, Daemon. Bien que Kratos l’ait apparemment tuée à Délos, elle l’a dupé, facilitant la capture du Spartiate mais a été tuée par celui-ci avec Alecto. Dans la version originale, elle est interprétée par Debi Mae West.
- Alecto - L'ancienne reine des Furies, qui s'est alliée avec Arès et a donné naissance à leur fils Orkos. Chef du groupe, elle a capturé Kratos et a tenté de le garder emprisonné en devenant une illusion de sa femme Lysandre. Bien qu'elle se soit transformée en monstre marin géant, elle a finalement été tuée par Kratos. Dans la version originale, elle est interprétée par Jennifer Hale. Dans la version française, elle est doublée par Sophie Riffont.

#### LesGorgones
Trois sœurs aux pouvoirs surnaturels qui dirigent la race des Gorgones.
- Méduse - L'ancienne reine des Gorgones. Elle a été décapitée par Kratos dans God of War (2005) sur les ordres d'Aphrodite ; Kratos s’est ensuite servi de sa tête comme d’une arme afin de transformer ses ennemis en pierre.
- Euryale - Une Gorgone et ancienne servante des Sœurs du Destin. Euryale a cherché à se venger de Kratos pour avoir tué Méduse, mais a été tuée et décapitée. Comme pour sa sœur, Kratos a pris sa tête afin de l'utiliser comme arme pour transformer ses ennemis en pierre. Dans la version originale, elle est interprétée par Jennifer Martin.
- Sthéno - La plus vieille et plus grande des trois sœurs, qui apparaît dans le multijoueur d’Ascension.

#### Gygès
Apparaissant dans la bande-dessinée God of War, il est l'un des 3 Hécatonchires.

#### Icare
Voix originale : Bob Joles ;
Voix française : Daniel Lafourcade
Le fils de Dédale, qui était devenu fou et obsédé par la recherche des Sœurs du Destin. Kratos a rencontré Icare et l'a attaqué. Les deux se sont battus en tombant dans le gouffre. Kratos a finalement dépouillé Icare de ses ailes, les a prises et l’a fait tomber dans les Enfers.

#### Juges des Enfers
Voix originale : Mark Moseley (Minos) ;
Voix française : Pierre Dourlens (Minos)
Apparaissant dans God of War III, le Roi Minos, le Roi Rhadamanthe et le Roi Éaque sont les juges des défunts. Les statues du trio tenaient la chaîne d'équilibre qui reliait l'Olympe aux Enfers. Kratos a rencontré les statues, qui ont déclaré qu'il n'était pas encore prêt pour l'au-delà. Kratos est ensuite retourné aux statues et a détruit les cristaux derrière la tête des statues afin d'élever le labyrinthe afin que Pandore puisse atteindre la boîte de Pandore.

#### Midas
Voix originale : Fred Tatasciore
Un roi dont le toucher a transformé n'importe quoi en or, il était affligé après avoir accidentellement transformé sa fille en or. Kratos a rencontré Midas dans les monts d'Aroania où le Spartiate l'a tué en le jetant dans une rivière de lave - la transformant en or - ce qui a créé un passage pour Kratos.

#### Moires
Également appelées les Sœurs du Destin, elles apparaissent pour la première fois dans God of War II. Ce sont les trois sœurs le destin des mortels, des dieux et des Titans, vivant sur l’île de la Création. Elles se feront toutes tuer par Kratos car elles refuseront de l’aider à remonter le temps pour se venger de Zeus, à qui elles demeurent loyales.
- Lachésis - Première des sœurs, elle était déterminée à nier à Kratos sa vengeance, mais s'est retrouvée piégée dans un miroir temporel, que Kratos a détruit, la tuant. Dans la version originale, elle est interprétée par Leigh-Allyn Baker.
- Atropos - La deuxième sœur qui s'est cachée dans le corps de Lachésis, elle a notamment tenté de modifier le résultat de la bataille de Kratos contre Arès. Mais elle et sa sœur finissent par être piégés dans un miroir temporel, que Kratos a détruit, les tuant toutes les deux. Dans la version originale, elle est interprétée par Debi Mae West dans God of War II et par Marina Gordon dans God of War III.
- Clotho - La dernière sœur qui était la gardienne gigantesque du fil du destin à partir duquel les fils de toute vie sont tissés. Elle fut tuée par Kratos lorsqu'elle a tenté de l'arrêter lorsqu'il est entré dans la chambre des fils du destin. Dans la version originale, elle est interprétée par Susan Silo dans God of War II et par Marina Gordon dans God of War III.

#### Orkos
Voix originale : Troy Baker ;
Voix française : Éric Aubrahn
Présent dans Rise of the Warrior et dans Ascension, il est le fils d’Arès et d’Alecto.

#### Pandore
Voix originale : Natalie Lander
Une création animée d'Héphaïstos qui est devenu comme sa propre fille, ni vraiment vivante ni morte. Pandore a été emprisonnée dans le labyrinthe par Zeus lorsqu'il a été infecté par la peur libérée de la boîte de Pandore. Kratos a sauvé Pandore après avoir appris qu'elle était la clé pour pacifier la flamme de l'Olympe qui entourait la boîte de Pandore. Kratos a permis à contrecœur à Pandore de se sacrifier pour ouvrir la boîte et a pleuré sa mort, car Pandore lui a rappelé sa fille décédée, Calliope. Pandore est ensuite réapparu dans l’esprit de Kratos et l'a aidé à trouver le pouvoir de l'espoir enfermé au plus profond de lui-même, ce qui lui a permis de vaincre et de tuer Zeus.

#### Pirithoos
Voix originale : Simon Templeman
Un prisonnier des Enfers qui possédait l'arc d'Apollon et était amoureux de Perséphone ; il a été emprisonné par Hadès pour avoir essayé de sortir avec elle. Il a offert son arc à Kratos en échange de la liberté, mais le Spartiate, indifférent, a ignoré l'offre, tuant Pirithoos et a pris l'arc de toute façon.

## Personnages mythologiques nordiques

### Nains
Au cours de son voyage dans les Neuf Royaumes, Kratos a rencontré plusieurs nains :

#### Durlin
Voix originale : Usman Ally ;
Voix française : Bruno Magne
Un alchimiste qui a autrefois mené un coup d’état contre Odin qui a échoué. C’est lui qui guidera Kratos et Atreus dans leur quête à Svartalfheim, consistant à libérer Týr.

#### Les frères Huldres -BroketSindri
Voix originales : Robert Craighead (Brok) et Adam Harrington (Sindri) ;
Voix françaises : Gilbert Lévy (Brok) et Constantin Pappas (Sindri)
Ils sont deux fabuleux forgerons. Leurs armes sont notamment utilisées par les dieux Ases et même par Kratos, étant les créateurs de Mjöllnir et de la hache Léviathan. Brok est grossier et brutal tandis que Sindri est poli mais obsédé par la propreté. Dans leurs forges, Brok et Sindri peuvent améliorer les armes et l’équipement de Kratos tant qu’ils ont les matériaux nécessaires. Ils sont d’abord rencontrés séparément, avec des choses désobligeantes à dire les uns sur les autres, avant de finalement se réunir où ils font amende honorable et travaillent ensemble. Ils reviennent dans Ragnarök, où ils offrent leur maison dans le monde entre les royaumes comme nouvelle planque pour Kratos et les autres. Sindri aide Atreus à trouver Týr en secret, tandis que Brok parvient à forger la lance Draupnir afin que Kratos puisse combattre Heimdall. Brok se rend compte, cependant, qu’il était mort accidentellement par Sindri et qu’il a été ressuscité par lui sans posséder toute son âme. Brok est plus tard tué par Odin, s’étant déguisé en Týr depuis le début, et Sindri abandonne le groupe après les avoir blâmés pour sa mort. Sindri rejoint à contrecœur le groupe pour la bataille finale, mais y va seul afin d’empêcher d’autres nains de mourir. Il parvient à percer un trou dans les murs d’Asgard, et finit par tuer définitivement Odin lorsqu’il est piégé dans une pierre spirituelle pour venger son frère. Il se joint ensuite aux funérailles de son frère à Svartalfheim.

#### Lunda
Voix originale : Milana Vayntrub ;
Voix française : Claire Guyot
Une femme forgeron rencontrée dans le groupe de Freyr à Vanaheim. Après la mort de Brok et le départ de Sindri, c’est elle qui prend le relais pour forger et améliorer les armes et équipements de Kratos.

#### Ræb
Voix originale : Bear McCreary ;
Voix française : Fabien Jacquelin
Un musicien rencontré dans une taverne.

### Géants
Les Jötnar sont une race de géants de la mythologie nordique. Dans ceux présents dans les jeux, on trouve :

#### Angrboða
Voix originale : Laya De Leon Hayes
Voix française : Lila Lacombe
L’une des dernières survivantes présentes dans le royaume de Jötunheim. Elle aide notamment Atreus à se préparer au Ragnarök, gardant par la suite Fenrir à sa place. Lors de la bataille finale, c’est elle (grâce au pouvoir de Fenrir) qui sauve Kratos et les autres pour leur permettre de rentrer à Midgard juste avant la destruction totale d’Asgard.

#### Fenrir
C’était à l’origine un loup que Kratos et Atreus ont sauvé d’un groupe de maraudeurs durant Fimbulvetr et il devient l’animal de compagnie d’Atreus. Au début de Ragnarök, il est mourant et, juste avant son dernier souffle, Atreus scelle inconsciemment l’âme de Fenrir dans son couteau. Plus tard, il réalisera ce qu’il a fait et insèrera son âme dans le corps de Garm, un loup géant dépourvu d’âme. Fenrir possède maintenant un corps robuste en plus de la capacité de Garm à percer des brèches entre les royaumes. Toujours fidèle à son maître et son entourage, notamment Angrboða, il participe au Ragnarök où il dévore un dragon avant d’affronter Gná dans une brèche de royaume. Après la destruction d’Asgard, il se repose donc à Jötunheim, dans le jardin d’Angrboða.

#### Garm
C’était un loup géant, dépourvu d’âme, qui était enchaîné à Helheim avant qu’Atreus fasse l’erreur de le libérer dans sa quête de compléter le masque de la Création. D’une férocité extrême et capable de percer des brèches entre les royaumes, Kratos et Atreus sont contraints de l’arrêter pour éviter que les morts n’envahissent les autres royaumes. Étant donné qu’il ne possède pas d’âme, Garm se relève en dépit des blessures infligées par Kratos, sans le moindre effet sur lui. Atreus prend donc l’initiative d’insérer l’âme de Fenrir dans le corps de Garm afin de changer sa nature. Son plan fonctionne : Garm et Fenrir ne font désormais plus qu’un.

#### Grýla
Voix originale : Debra Wilson
Voix française : Rébecca Finet
Une Jötunn qui s’avère être la grand-mère d’Angrboða. Se nourrissant d’âmes d’animaux pour vivre leurs expériences, elle est finalement arrêtée par sa petite-fille et Atreus, qui détruisent son chaudron. Après ça, elle maudit Angrboða et lui interdit de la revoir.

#### Hræsvelgr
Un Jötunn de la forme d’un aigle géant qui dirige le royaume de Helheim sous le titre de Hel. Lorsqu’Atreus relâchera Garm, provoquant l’ouverture de brèches entre Helheim et les autres royaumes, il ordonnera à Atreus et Kratos de toutes les fermer, sans attendre ne serait-ce qu’un remerciement. Malgré ça, il n’est pas hostile aux protagonistes et désire même prendre sa retraite, désirant que quelqu’un prenne sa place de régisseur de Helheim.

#### Jörmungandr
Voix originale : Mike Niederquell
Le Serpent-monde. Il est tellement grand qu’il s’étend tout autour du monde. Il déteste les dieux Ases, particulièrement Thor dont il est l’ennemi juré. Dans Ragnarök, Atreus se rend à Jötunheim et insère une âme de géant dans le corps sans vie d’un serpent, créant donc Jörmungandr. Ce jeune serpent participe à la bataille finale, durant laquelle il est confronté à Thor, que ce dernier envoie dans le passé.

#### Laufey
Voix originale : Deborah Ann Woll
Voix française : Chloé Berthier
La seconde épouse de Kratos et la mère d’Atreus. Elle était l’une des dernières géantes présentes à Midgard, étant la gardienne de leur peuple. Mourrant juste avant les évènements de God of War (2018), elle est l’élément déclencheur du voyage des deux protagonistes qui doivent disperser ses cendres depuis le plus haut sommet de tous les royaumes. Elle offra d’ailleurs à Kratos sa hache Léviathan et son bouclier du Gardien. Elle apparaît ensuite dans Ragnarök, dans les rêves de Kratos.

#### Sinmara
Voix originale : Janina Gavankar
Une géante de glace qui vit à Niflheim et qui est l’amante de Surt, possédant le cœur de feu de ce dernier. Après la mort de son amour, elle est dévastée et ses pleurs résonnent à travers Niflheim.

#### Surt
Voix originale : Chris Browning ;
Voix française : Fabien Jacquelin
Un géant de feu qui vit à Muspellheim et qui est l’amant de Sinmara. Kratos et Atreus le rencontrent afin de le transformer en créature capable d’amener le Ragnarök et de détruire Asgard. Refusant de fusionner avec sa bien-aimée, ce qui la tuerait aussi, il accepte néanmoins de se sacrifier en liant le cœur de glace de Sinmara, présent dans son corps, au feu primordial des Lames du Chaos. Ainsi, il devient le Ragnarök et apparaît en plein cœur de la bataille finale des dieux nordiques. Freyr parvient à le retenir assez longtemps pour que Kratos, Atreus et Freya puissent battre Odin et se sacrifie afin que le groupe de protagonistes puisse s’échapper avant la destruction totale. Une fois son acte accompli, Surt est définitivement mort.

#### Thamur
Un géant bâtisseur qui a tenté de bâtir un mur autour de Jötunheim afin de protéger son peuple de la fureur de Thor. Durant God of War (2018), Kratos et Atreus se rendent au cadavre du géant pour récupérer un morceau de ses ciseaux, nécessaire pour passer certaines portes bloquées. Plus tard, lors du dernier combat contre Baldur, Freya réanime le cadavre de Thamur pour essayer d’arrêter le combat, mais échoue lorsque Jörmungandr apparaît et attaque le géant réanimé. Thamur est vaguement basé sur un bâtisseur sans nom de la mythologie nordique, qui a tenté de construire un mur autour d’Asgard pour protéger le royaume, mais a fini par être tué par Thor en raison des machinations de Loki.

#### Ymir
Le premier Géant de l’existence, étant né avant Surt et Odin, étant l’ancêtre de toutes les créatures des Neuf Royaumes. Bien avant les évènements de la série, Odin s’est mis en tête de l’éliminer pour assurer sa suprématie sur les Neuf Royaumes et a réussi avec l’aide de ses frères. La mort d’Ymir a provoqué l’apparition d’une faille qui fascine Odin depuis lors et qui chercher désespérément une réponse à ce mystère.

### Valkyries
Les Valkyries sont des guerrières et des servantes d’Odin qui sont responsables d’emmener des guerriers au Valhalla à leur mort dans le royaume des mortels, sous les ordres de Freya, la Reine des Valkyries. En raison de la trahison de Freya, Odin a fait de Sigrún la nouvelle reine avant de la maudire elle ainsi que huit autres Valkyries afin qu’elles restent sous leur forme physique, un état qui n’est pas naturel pour une Valkyrie, ce qui les a conduits inévitablement à la folie en raison d’une période trop longue sous cette forme. Dans God of War (2018), Kratos et Atreus découvrent les Valkyries à travers les royaumes dans les chambres cachées d’Odin. Après avoir tué leurs formes physiques, leurs esprits ont pu être libérés de la malédiction d’Odin et être séparés de leurs corps. Dans Ragnarök, les neuf Valkyries ont pu récupérer leur forme physique grâce à l’intervention de Freya et ensuite intégrer l’armée de Kratos face aux forces d’Asgard durant la bataille finale. En parallèle, 3 autres Valkyries nous sont présentées, entièrement dévouées à Odin par choix, avec Gná qui est devenue la nouvelle reine après la mort de Sigrún. Après le Ragnarök qui a coûté la vie à plusieurs valkyries, Eir, Gunnr et Sigrún recrutent de nouvelles candidates pour les remplacer. Elles aident aussi Freya à bâtir un conseil de dieux pour combler le vide d'Asgard et assistent Kratos et Mimír dans leur quête au Valhalla.

#### Eir
Voix originale : Sarah Sokolovic ;
Voix française : Elsa Davoine
La guérisseuse, elle était discrète et calme. Elle soignait les plaies des dieux et des mortels. Elle fut trouvée dans une chambre cachée de Midgard.

#### Geirdriful
La maîtresse d’armes du Valhalla. Elle était responsable de l’entraînement des einjerhar, l’armée d’Odin, pour se préparer au Ragnarök. Elle fut trouvée dans une chambre cachée de Midgard.

#### Gná
Voix originale : Evanne Friedmann ;
Voix française : Olivia Nicosia
Une Valkyrie qui est la maîtresse du Vent et de la Plénitude. Elle devient la Reine des Valkyries dans Ragnarök après le retrait de Freya et Sigrún. C’était une ancienne Vane qui était auparavant proche de Freya en tant que servante et confidente, mais leur amitié s’est effondrée lorsque Gná a décidé de rester fidèle à Odin, haïssant son ancienne maîtresse depuis lors. Lors du Ragnarök, elle tue Olrún avant de se précipiter à la poursuite de Fenrir et d’Angrboða à travers une brèche de royaume. Après la destruction d’Asgard, elle tente de réunir les dernières forces asgardiennes à Muspellheim, mais est retrouvée par Kratos et Freya. Elle est finalement vaincue, et malgré une offre de pardon de Freya, Gná choisit la mort à la place, Freya acceptant de la décapiter.

#### Göndul
L’une des Valkyries les plus étonnantes. Elle avait l’éloquence, l’esprit et un physique d’une telle splendeur qu’elle rendait littéralement les hommes fous. Elle fut trouvée au sommet d’un volcan de Muspellheim, durant la sixième et dernière épreuve de Muspellheim.

#### Gunnr
Voix originale : Anna Campbell ;
Voix française : Caroline Maillard
La maîtresse de la Guerre et l’une des favorites d’Odin. Après chaque conflit, elle venait sur le champ de bataille pour désigner les esprits dignes de rejoindre le Valhalla. Elle fut trouvée dans une chambre cachée de Midgard.

#### Hildr
Voix originale : Sara Cravens ;
Voix française : Marie Zidi
La maîtresse des batailles. Elle s’entendait bien avec Odin mais moins avec les autres Valkyries. Elle fut trouvée dans l’atelier d’Ivaldi à Niflheim.

#### Hrist
Voix originale : Erica Lindbeck ;
Voix française : Cassandre Vittu de Kerraoul
L’une des 3 Valkyries entièrement dévouées à Odin, sans avoir été maudites pour autant. Faisant équipe avec Mist, elle entraîna les einherjar après la défaite de Geirdriful. Dans Ragnarök, avec sa partenaire, elle attaque ensuite Kratos et Atreus à Muspellheim, qui cherchent à transformer Surt. Elle se fait finalement arracher les ailes par Atreus, sous sa forme d’ours enragé.

#### Kara
Bien qu’elle soit habituellement calme et sereine, elle pouvait déchaîner une fureur sans pareil. Elle fut trouvée dans une chambre cachée de Midgard.

#### Mist
Voix originale : Mara Junot ;
Voix française : Sophie Planet
L’une des 3 Valkyries entièrement dévouées à Odin, sans avoir été maudites pour autant. Faisant équipe avec Hrist, elle entraîna les einherjar après la défaite de Geirdriful. Dans Ragnarök, avec sa partenaire, elle attaque ensuite Kratos et Atreus à Muspellheim, qui cherchent à transformer Surt. Elle se fait finalement briser la nuque par un Kratos enragé.

#### Olrun
Jadis la fille d’un puissant chef, elle mourut en le protégeant d’une attaque de pillards. Ensuite escortée au Valhalla, elle décida de passer l’éternité à la quête du savoir. Odin l’a nommée "Historienne permanente des Valkyries". Elle fut trouvée dans une chambre cachée d’Alfheim. Durant le Ragnarök, elle fut tuée par Gná, la nouvelle reine des Valkyries.

#### Róta
Celle qui choisit les morts. Elle fut la première des neuf Valkyries à devenir folle dû à la malédiction d’Odin. Elle fut enfermée par Sigrún dans une chambre cachée de Helheim, afin qu’elle ne fasse de mal à personne.

#### Sigrún
Voix originale : Martha Marion (God of War (2018)), Misty Lee (Ragnarök) ;
Voix française : Léovanie Raud (Ragnarök)
La reine des Valkyries, elle ne pouvait être convoquée au conseil des Valkyries qu’une fois que les huit autres avaient été vaincues et que leurs heaumes avaient été placés sur leurs trônes respectifs. Ancienne princesse de Fjöturlund, Sigrún a connu plusieurs tragédies qui ont conduit à la perte de sa famille et de son amant Helgi, ce qui l’a poussée à rejoindre les Valkyries en guise de rédemption. Elle a servi sous Freya, mais après qu’Odin eut dépouillé Freya de ses ailes, Sigrún a pris la position à contrecœur. Elle et Mimír sont devenus amants, mais ils ont été séparés après que Mimír et Sigrún aient été piégés par Odin. Après qu’Odin ait maudit les Valkyries, Sigrún les a cachées dans tous les royaumes avant d’être libérée par Mimír, Kratos et Atreus. Elle revient dans Ragnarök en tant qu’alliée de Kratos et Freya dans la guerre contre Asgard, où elle retrouve enfin Mimír et survit finalement au Ragnarök.

### Autres

#### Einherjar
Voix originales : Aaron Phillips, Anna Brisbin, Carla Tassara, Laura Megan Stahl
Une race de guerriers qui sont tombés et qui résident au Valhalla. Ils sont les soldats d’Asgard.

#### Hildisvíni
Voix originale : James C. Mathis III
Voix française : Frantz Confiac
Un archer vane qui est le conseiller de Freya. Faisant sa première apparition dans God of War (2018) sous la forme d’un sanglier magique blessé par Atreus, il fait de nouveau son apparition dans Ragnarök, sous sa forme humaine, où il aide Freya à libérer son frère Freyr, avec l’aide de Kratos et d’Atreus. Prenant part au Ragnarök où il y rassemble l’armée des morts de Helheim, il parvient à survivre à la bataille finale. Après la destruction d’Asgard, il rassemble (avec Sif) les derniers survivants Asgardiens à Vanaheim afin de reconstruire un monde où Ases et Vanes ne se font plus la guerre.

#### Skjölder
Voix originale : A. J. LoCascio
Voix française : Maxime Hoareau
Un jeune homme originaire de Midgard. Odin l’a accueilli lui ainsi que d’autres Midgardiens à Asgard. Il finit par survivre au Ragnarök, retournant dans son royaume d’origine. Là-bas, il trouve une pièce d’or qu’Odin a donné à Atreus et est persuadé qu’elle lui fera fortune.

#### Les Nornes
Trois femmes qui racontent une prophétie à Kratos à propos de Heimdall qui tuerait Atreus.
- Urð - La Norne associée au passé. Dans la version originale, elle est interprétée par Kate Miller. Dans la version française, elle est doublée par Céline Ronté.
- Verðandi - La Norne associée au présent. Dans la version originale, elle est interprétée par Emily O’Brien. Dans la version française, elle est doublée par Céline Mauge.
- Skuld - La Norne associée au futur. Dans la version originale, elle est interprétée par Shelby Young. Dans la version française, elle est doublée par Ninon Moreau.

#### Ratatoskr
Voix originale : SungWon Cho ;
Voix française : Martial Le Minoux
Un écureuil surnaturel qui parle et qui semble lié à l’arbre Yggdrasil. Le personnage est apparu pour la première fois dans God of War (2018) comme un esprit qui peut être invoqué par Atreus, exprimé par Troy Baker et montrant un mauvais caractère. Le vrai Ratatoskr apparaît quant à lui dans Ragnarök, qui révèle que l'esprit des jeux précédents est Amer, l'un de ses aspects spectraux. Ratatoskr fournit des graines d’Yggdrasil à Kratos pour les aider à voyager à travers les Neuf Royaumes.

## Autres personnages

### Famille de Kratos

#### Calliope
Voix originale : Debi Derryberry ;
Voix française : Laurence Crouzet (God of War (2005)), Nathalie Homs (Chains of Olympus, God of War III, Ghost of Sparta)
La fille de Kratos. Enfant, elle a été frappée par la peste et devait être tuée en raison de la loi de Sparte. Calliope a été alors sauvée par Kratos lorsqu'il a obtenu l'Ambroisie d'Asclépios, mais a finalement été tuée avec sa mère par Kratos lorsque ce dernier, sur ordre d’Arès, a ravagé un village et un temple dédié à Athéna, ignorant que sa famille s’y trouvait avant que leur sang tache son corps. Kratos sera ensuite réuni avec Calliope dans les Champs-Élysées, mais a été forcé de l'abandonner pour sauver le monde de Perséphone et de l'Atlas.

#### Lysandra
Voix originale : Gwendoline Yeo ;
Voix française : Emmanuèle Bondeville
La première femme de Kratos. Bien qu'elle ait motivé son mari à sauver sa fille lorsque cette dernière a été frappée par la peste, elle a finalement été tuée avec sa fille. Après avoir été spirituellement réuni avec Lysandre et Calliope dans son esprit, Lysandre a aidé Kratos à se pardonner son crime.

#### Callisto
Voix originale : Deanna Hurstold, Jennifer Hale (jeune) ;
Voix française : Françoise Vallon
La mère de Kratos et Deimos. Kratos a trouvé sa mère, malade, dans la ville de l'Atlantide. Alors qu'elle tentait de révéler l'identité du père de Kratos, elle a été punie par Zeus et transformée en une bête humanoïde déformée, que Kratos a été forcé de tuer. Avant de mourir, Callisto conseilla à Kratos de trouver Deimos. Son corps a ensuite été enterré à côté de Deimos par le Fossoyeur.

#### Deimos
Voix originale : Mark Deklin (Ghost of Sparta), Elijah Wood (God of War III)
Voix française : Philippe Bozo
Le frère cadet de Kratos. Lorsqu’il était enfant, il a été enlevé par Arès et emprisonné et torturé par Thanatos à cause de sa tache de naissance inhabituelle, car une prophétie prédisait que la destruction de l'Olympe viendrait des mains d'un « guerrier marqué ». Au fil du temps, la haine de Deimos pour Kratos s'est accrue, alors que son espoir de sauvetage déclinait. Lorsqu'il a finalement retrouvé son frère, Deimos a d'abord été amer pour l'échec perçu de Kratos et les deux se sont battus. Lorsque Kratos a sauvé Deimos de la mort, il a rejoint son frère et a combattu Thanatos. Deimos, cependant, a été tué par Thanatos, qui a été tué à son tour par Kratos.

### Autres personnages

#### Alrik
Voix originale : Bob Joles (God of War II), Fred Tatasciore (God of War III) ;
Voix française : Thierry Mercier
L'ancien souverain d'une horde de barbares. En tant que champion d'Hadès, il a cherché l'Ambroisie pour sauver son père malade. Alrik a finalement échoué car il s’est fait tuer par Kratos. Ressuscité par Hadès, le prince Alrik apprit alors qu'il était devenu roi après la mort de son père. Alrik a donc cherché à se venger de Kratos et il parviendra à submerger l'armée spartiate que Kratos dirigeait. Acculé, Kratos se tourne alors vers Arès, promettant de le servir si le dieu de la Guerre lui vient en aide. Maintenant équipé des Lames du Chaos, Kratos décapite son ennemi et gagne sa bataille. De nouveau mort, Alrik s'est finalement battu pour s’échapper des Enfers, et ayant l'intention de se venger, a trouvé et confronté Kratos sur l'île de la Création. Kratos a tué le roi barbare une fois de plus et s’est emparé de son marteau.

#### Beyla
Voix originale : Morla Gorrondona
Voix française : Caroline Maillard
Une Elfe noire qui s’est exilée à Vanaheim pour y vivre avec son amant, Byggvir, qui est un Elfe blanc. Elle fait partie du groupe de rebelles que Freyr dirige.

#### Birgir
Voix originale : Jim Pirri
Voix française : Manuel Olinger
Un vagabond qui intègrera le groupe de rebelles que Freyr dirige pour défendre Vanaheim. Il a 3 frères, ceux-ci servant les intérêts d’Odin.

#### Byggvir
Voix originale : Daniel Kountz
Voix française : Nicolas Buchoux
Un Elfe blanc qui s’est exilé à Vanaheim pour y vivre avec sa bien-aimée, Beyla, une Elfe noire. Il fait partie du groupe de rebelles que Freyr dirige.

#### La Narratrice
Voix originale : Linda Hunt ;
Voix française : Marie-Martine
Elle a narré tous les jeux de la période grecque, à l'exception de Betrayal, et n'a fourni qu'une narration d'introduction pour God of War III. Dans God of War II seulement, le narrateur et le Titan Gaia sont le même personnage.

#### L’Assassinanonyme
Un assassin non identifié dans Betrayal qui a fait accuser Kratos du meurtre d'Argos. Kratos a poursuivi l'assassin dans toute la Grèce pour découvrir l'identité du maître de l'assassin, mais l'assassin s'est finalement échappé lorsque Céryx est intervenu.

#### Le Brûleur de corps
Voix originale : Christopher Corey Smith
Il a accordé le passage de Kratos dans le temple de Pandore. Le brûleur de corps a été le premier guerrier à mourir en cherchant la boîte de Pandore. Il a été maudit par les dieux en le forçant à vivre comme un cadavre pourri et à agir comme gardien du Temple, où il a brûlé les cadavres que les harpies lui ont apportés.

#### Le Capitaine du navire
Voix originale : Keith Ferguson (God of War (2005), God of War II), Josh Keaton (God of War III)
Ajout humoristique, le capitaine du navire a rencontré Kratos à plusieurs reprises, bien que celles-ci aient toujours été au détriment du capitaine.

#### Le Fossoyeur
Voix originale : Paul Eiding
Une figure mystérieuse, qui s'est finalement révélée être Zeus, qui creusait une tombe au milieu d'une guerre dans God of War (2005). Le Fossoyeur a conseillé Kratos et l'a finalement sauvé des Enfers. Dans Ghost of Sparta, il a conseillé à Kratos de ne pas se faire ennemi des dieux après que Kratos ait partiellement causé la destruction de l'Atlantide. Le fossoyeur est apparu plus tard là où il a enterré le corps de Deimos. Après avoir enterré le corps de Callisto, le Fossoyeur déclara qu’il n’en reste plus qu’un.

#### Le dernier Spartiate
Voix originale : Josh Keaton (Ghost of Sparta), Gideon Emery (God of War III) ;
Voix française : Philippe Bozo
Un fidèle disciple de Kratos. Dans Ghost of Sparta, il ordonna le remplacement d'une statue d'Arès par une de Kratos et donna à Kratos ses anciennes armes, les "Armes de Sparte", que Kratos avait utilisées comme capitaine de l'armée spartiate. Dans God of War II, il a été témoin de la destruction de Sparte de la part de Zeus. Pensant que Kratos était mort, il a tenté de trouver les Sœurs du Destin pour changer le destin de Sparte. Il a été tué accidentellement par Kratos, mais a révélé l'étendue de la trahison de Zeus avant de mourir. Son corps est plus tard dévoré par le Kraken pendant que Kratos le combat.

#### L’Oracle d’Athènes
Voix originale : Susan Blakeslee ;
Voix française : Emmanuèle Bondeville
Un oracle qui vivait à Athènes. Choquée par la décision d'Athéna de choisir Kratos, l'Oracle a demandé à ce dernier de trouver la boîte de Pandore. Kratos retourna plus tard à Athènes et la trouva mortellement blessée à cause de la guerre d'Arès sur la ville.

#### L’Oracle du Village
Voix originale : Susan Blakeslee ;
Voix française : Emmanuèle Bondeville
Une femme devineresse qui a tenté d'avertir Kratos — toujours au service d'Arès — lorsqu'il est arrivé dans un village dédié à Athéna. L'Oracle du Village a maudit Kratos une fois qu'il a été trompé par Arès et qu’il a tué sa femme et sa fille, et a proclamé que « à partir de ce jour, la marque de votre acte terrible sera visible par tous » alors que les cendres de la famille brûlée de Kratos fusionnaient avec sa peau. Cela a changé la couleur de peau de Kratos, lui valant désormais le titre de « Fantôme de Sparte ».